# Ruben Ligeon
Ruben Ligeon (Amsterdam, 24 maggio 1992) è un calciatore olandese, difensore dell'Ajax Amateurs.

## Caratteristiche tecniche
È un terzino destro. Può essere schierato inoltre come terzino sinistro e esterno destro di centrocampo.

## Carriera

### Club
Inizia a giocare a calcio nell'SV de Meteoor e nell'OSV e nel 2000 entra nelle giovanili dell'Ajax. Debutta con la prima squadra in campionato il 15 ottobre 2011 in Ajax-AZ Alkmaar 2-2 subentrando ad André Ooijer all'inizio della ripresa. Gioca la sua prima partita da titolare il 27 novembre nello 0-3 esterno contro il N.E.C. Debutta poi da titolare in Coppa d'Olanda il 19 gennaio 2012 nella sconfitta per 2-3 di nuovo contro l'AZ Alkmaar. Il 2 maggio seguente vince la sua prima Eredivisie con l'Ajax concludendo la stagione con 4 presenze totali.
Torna a giocare con la prima squadra il 27 aprile 2013 da titolare nella sfida vinta in trasferta per 0-2 contro il NAC Breda. Il 5 maggio seguente vince la sua seconda Eredivisie consecutiva.
Nel 2013-2014 e nel 2014-2015 gioca prevalentemente in seconda squadra e così nel gennaio del 2015 passa in prestito al NAC Breda.

### Nazionale
Con l'Under-17 ha debuttato il 6 maggio 2009 nell'1-1 contro i pari età dell'Inghilterra all'Europeo di categoria. Dal 2010 al 2011 ha fatto parte della rosa dell'Under-19.

## Palmarès

### Club

#### Competizioni nazionali
- Campionato olandese: 3

Ajax: 2011-2012, 2012-2013, 2013-2014
- Supercoppa dei Paesi Bassi: 1

Ajax: 2013
- Coppa di Slovacchia: 1

Slovan Bratislava: 2016-2017